# Eliel
Eliel es un nombre hebreo. Se puede traducir al español como "Mi Dios es Dios".
El nombre se forma a partir de dos términos hebreos diferentes para Dios. Eli, que significa "mi Dios" y El "Dios". Por lo tanto, el significado comúnmente entendido del nombre es "mi Dios Dios" o "mi Dios es Dios".
- Eliel Saarinen, arquitecto finlandés.
- Eliel, productor de reguetón puertorriqueño.
- Eliel Soisalon-Soininen, abogado y consejero de estado finlandés.
- Eliel Lagercrantz, lingüista finlandés.

- Datos: Q4354002
- Multimedia: Eliel (given name) / Q4354002